# Chistehorn
Chistehorn är en bergstopp i Schweiz.   Den ligger i distriktet Raron och kantonen Valais, i den södra delen av landet, 70 km söder om huvudstaden Bern. Toppen på Chistehorn är 2 785 meter över havet, eller 136 meter över den omgivande terrängen. Bredden vid basen är 0,38 km.
Terrängen runt Chistehorn är huvudsakligen mycket bergig. Närmaste större samhälle är Visp, 9,6 km sydost om Chistehorn. 
I omgivningarna runt Chistehorn växer i huvudsak blandskog. Runt Chistehorn är det ganska tätbefolkat, med 62 invånare per kvadratkilometer.